# Archie Moore (artista)
Archie Moore (Toowoomba, 1970) es un artista multimedia aborigen australiano. Su obra ha sido expuesta en el pabellón de Australia en la Bienal de Venecia de 2024.

## Trayectoria
Archie Moore nació en 1970 en Toowoomba, Queensland. Pertenece al grupo étnico Kamilaroi / Bigambul, de madre aborigen y padre de ascendencia británica.
En 1998 se graduó como Licenciada en Artes Visuales en la Universidad Tecnológica de Queensland (QUT) en Brisbane.

## Práctica artística
El trabajo de Moore explora temas autobiográficos, incluida la exploración de su identidad aborigen (observando la piel, el idioma, el olor, el hogar, la genealogía, las banderas), así como la historia australiana. Examina la comprensión y la incomprensión entre culturas y el racismo. Trabaja con técnicas muy diversas. Ha creado esculturas de papel, videoarte y arte sonoro, e incluso ha trabajado con perfumistas "para crear olores que generen recuerdos", junto con las formas más convencionales como la pintura, el dibujo, la fotografía, los textiles, la escultura y las instalaciones site-specific. También, le gusta explorar los dobles sentidos, los juegos de palabras y otras dualidades lingüísticas.
Su instalación de 2016 A Home Away From Home (Bennelong/Vera's Hut), encargada para la 20ª Bienal de Sídney, es una réplica a escala real de la pequeña cabaña de ladrillo construida para el hombre Wangal Woollarawarre Bennelong en 1790, durante los primeros años de la colonización de Australia. En su interior se encuentra una réplica de la casa de su abuela materna Vera, con paredes de chapa ondulada y piso de tierra.
En 2021, su Árbol genealógico, un árbol genealógico dibujado en un 16 pies (4,9 m), una pieza cuadrada de MDF realizada con crayón conté blanco y pintura de pizarra se expuso en la exposición individual titulada The Colour Line: Archie Moore & W. E. B. Du Bois en las Galerías de la Universidad de Nueva Gales del Sur. La obra incluye muchos nombres aborígenes tradicionales junto con nombres anglicanizados, despectivos o de otro tipo asignados a los pueblos indígenas australianos.
En 2022, Moore creó la obra Dwelling en el centro Gertrude Contemporary de Melbourne, que constaba de varias habitaciones que contenían recuerdos de su hogar de infancia.

### Bienal de Venecia 2024
En 2024, Moore presentó una exposición individual en el pabellón de Australia en la 60.ª Bienal de Venecia. Su obra ha sido comisariada por Ellie Buttrose, curadora de arte australiano contemporáneo en la Queensland Art Gallery, Gallery of Modern Art. La asociación creativa ganó la oportunidad de representar a Australia a través de una convocatoria abierta de propuestas. Moore es apenas el segundo artista indígena que representa en solitario a Australia en el evento, después de Tracey Moffatt en 2017. Su obra, titulada Kith and Kin, comprende otro enorme árbol genealógico dibujado con tiza, que traza un mapa de más de 2400 generaciones, y cubre 60 m (200 ft) de espacio de pared en el pabellón australiano. Hay grandes huecos en el árbol, donde la historia oral no fue transmitida debido a los efectos de la colonización, masacres, epidemias y desastres naturales. El gráfico fue creado en las paredes y el techo del pabellón, que tradicionalmente son blancos, pero ahora están cubiertos con pintura de pizarra.
Completando la instalación hay cientos de pilas de documentos dispuestos sobre una mesa en el centro de la sala, que contienen procedimientos oficiales de investigaciones sobre muertes de indígenas bajo custodia estatal ocurridas desde 1991, año en que se publicó el informe de la Comisión Real sobre Muertes de Aborígenes bajo Custodia, así como 19 documentos relacionados con miembros de la familia del artista que habían estado en contacto con políticas anteriores. Entre ellos se incluyen informes del Protector de los Aborígenes de Queensland, que no concedió exención a los abuelos de Moore de la restrictiva Ley de Protección de los Aborígenes y Restricción de la Venta de Opio de 1897, que controlaba los movimientos, el control financiero y el derecho a casarse de los aborígenes. El proceso de creación del árbol genealógico en las paredes tardó dos meses en completarse para Moore y tres colaboradores. Dijo que "era importante tener esta obra a gran escala para dar una sensación de tiempo y de una cultura continua e ininterrumpida a pesar de que hay estos tres agujeros en el árbol, que son interrupciones en el linaje genealógico".
El 20 de abril de 2024 se anunció que Moore fue el ganador del premio León de Oro a la Mejor Participación Nacional.

## Música
Moore también es cantante principal de una banda de metal llamada Eggvein (traducido como Σgg√e|n), adoptando el nombre artístico de Magnus O'Pus.

## Reconocimientos y premios
El comisario, artista y autor Djon Mundine ha escrito extensamente sobre Moore, refiriéndose a él como un "loro nocturno", un ave que rara vez se ve.
- 2001: Beca Internacional de Artes Visuales Anne &amp; Gordon Samstag, de estudio en la Academia de Bellas Artes de Praga, República Checa[1]
- 2013: Premio Nacional de Autorretrato de Artistas de la Universidad de Queensland, por "Black Dog", un perro disecado, ennegrecido con betún para zapatos[2]
- 2018: Premio a los alumnos destacados de la facultad de industrias creativas otorgado por la QUT[1]
- 2024: Representante de Australia en la Bienal de Venecia de 2024 [1][7]
- 2024: Ganador, Premio León de Oro a la Mejor Participación Nacional en la Bienal de Venecia[10][11]

## Exposiciones seleccionadas
- 2018: Archie Moore: 1970-2018, comisariada por Angela Goddard, Museo de Arte de la Universidad Griffith, Brisbane[1][5]
- 2021: The Colour Line: Archie Moore & WEB Du Bois, comisariada por José Da Silva, UNSW Galleries, Sídney [1][3]
- 2022: Vivienda (edición victoriana), en Gertrude Contemporary Art Spaces, Melbourne [1][4]
- 2022-23: Conocimiento incorporado: arte contemporáneo de Queensland, comisariada por Ellie Buttrose y Katina Davidson, Queensland Art Gallery, Brisbane[1]